# Komputer stacjonarny

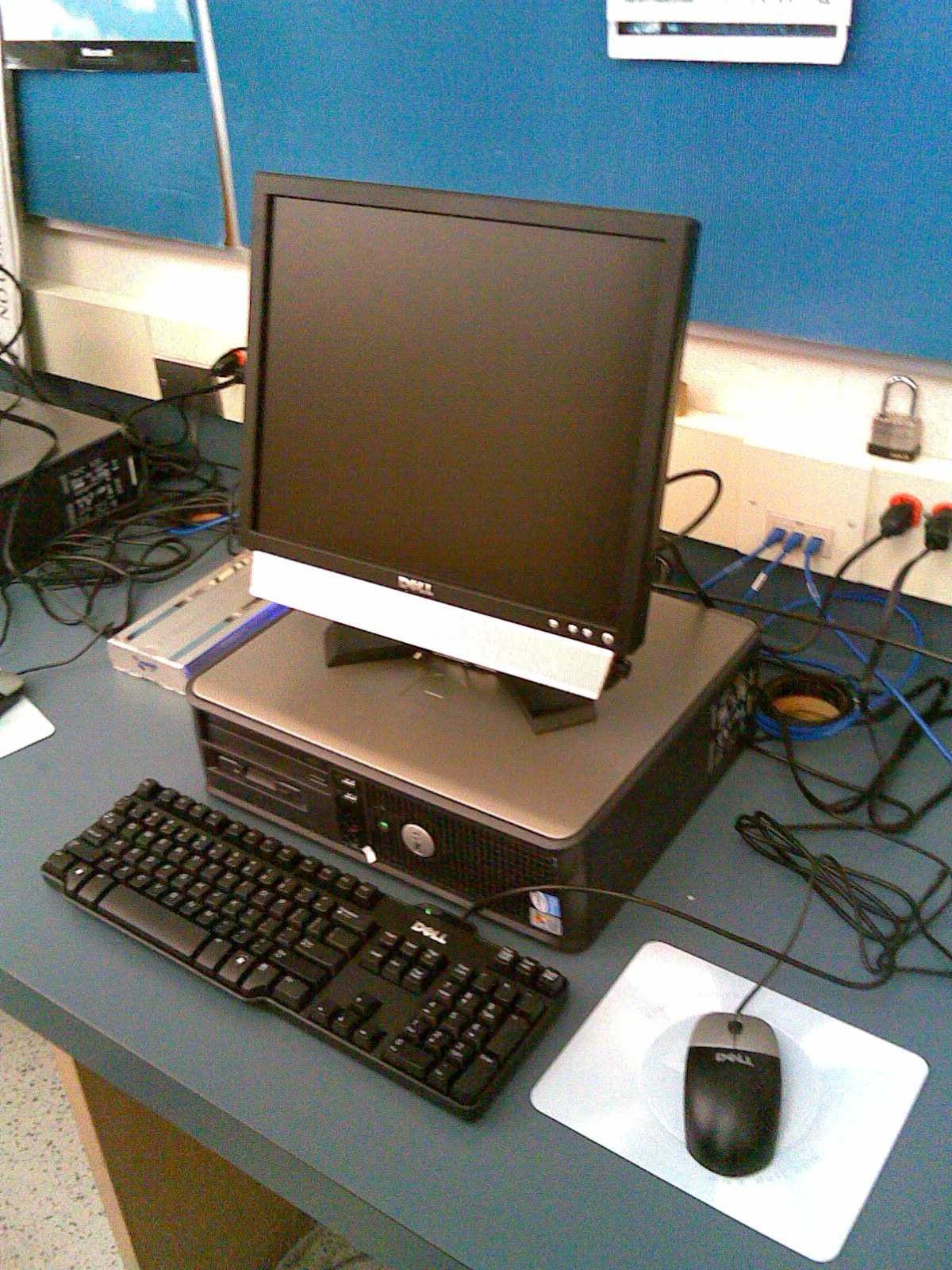
Stacjonarny komputer osobisty

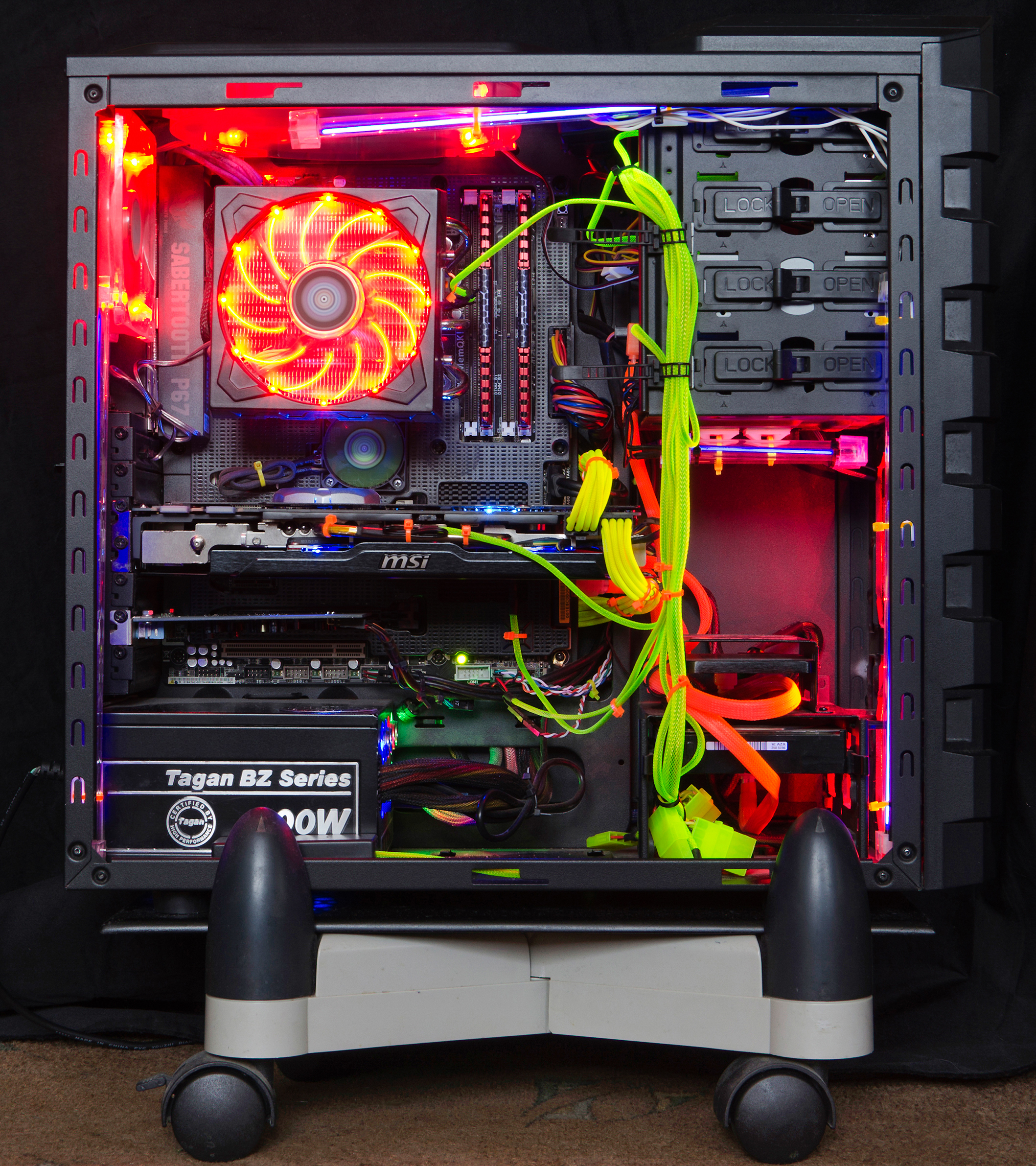
Wnętrze jednostki systemowej

Komputer stacjonarny, potocznie desktop (ang. desktop; na biurko) – rodzaj komputera osobistego, który zwykle jest na stałe umiejscowiony przy biurku, głównie ze względu na swoje gabaryty i ciężar. Składa się z co najmniej trzech zasadniczych elementów: jednostki systemowej, monitora i klawiatury.
Niegdyś istniał podział na komputery biurowe i domowe, w którym domowe miały zazwyczaj mniejszą moc obliczeniową, ale za to więcej możliwości multimedialnych. Obecnie jednak ten podział zanikł, gdyż multimedialność jest już standardem w komputerach PC, a gry komputerowe – czyli jedno z popularnych zastosowań komputerów domowych – często wymagają dla wykorzystania pełni ich możliwości naprawdę mocnych maszyn, podczas gdy do typowych prac biurowych wystarczają znacznie tańsze zestawy w podstawowej konfiguracji.
W związku z rozwojem technologicznym oraz przekraczaniem kolejnych barier miniaturyzacji wielu układów scalonych czy innych podzespołów elektronicznych, a przede wszystkim w związku z upowszechnieniem się nowoczesnych technologii, a co za tym idzie przeniesieniem produkcji do Azji, spadły ceny komputerów przenośnych (laptopów), a ich liczba w stosunku do komputerów stacjonarnych ciągle rośnie.